# 2014년 스위스 국민투표
2014년 스위스 국민투표는 2014년 2월 9일 열린 스위스의 국민투표이다. 유권자들은 이민자규제방안, 철도 산업의 확장 및 재정조달 문제, 낙태에 관련된 연방 정부의 안건 등에 찬반을 밝혔다. 추가 국민투표는 5월 18일, 9월 28일 그리고 11월 30일에 계획되어 있다.
낙태에 관련한 안건은 연방 정부의 건강보험으로 낙태 지급이 전면 중단되며 본인 부담으로 바뀌는 것에 해당한다.
강력한 이민자 쿼터 규제에 관련된 안건은 유럽 연합과 스위스 정부간 체결한 이민자 노동자 이동의 자유에 대해 반대의 입장을 분명히 하고 있으며 2000년도의 국민투표를 뒤짚으려 시도하고 있다. 이는 EU가 추진하고 있는 노동시장 자유화에도 정면을 배치하는 것인데다 애초에 스위스 정부와 논의 시에도 국내 사정으로 인해 파기할 수 없음을 명확히 한 것이라 양자 관계의 악화일로는 불가피할 것으로 보인다.
투표를 주도한 스위스 국민당은 810만명의 인구인 스위스에 매년 8만 명의 이민자가 유입되는 것이 사회적 재앙에 가깝다고 투표의 필요성을 피력한 바 있다.

## 결과
낙태에 관련된 개정안은 유권자 70% 정도가 거부 의사를 밝히면서 사실상 무산됐다.
이민자 제한에 대한 규제는 50.3%라는 근소한 차이로 통과됐으며 대다수의 주에서도 통과됐다. 개정안은 유럽연합과의 관련 논의를 새로 맺거나 파기할 것을 요구하고 있으며 이민 개혁을 통해 이민자 수를 쿼터 하에서 조정하고 입국하여 일하고 있는 노동자가 가족을 데려오는 것에 대한 제한 및 사회보장제도 및 난민신청 등에 대한 제한도 포괄한다.
| 안건                                                                                  | 찬성      | 찬성 | 반대      | 반대 | 기권/ | 전체 | 전체 유권자수 | 투표율 | 찬성 주 | 찬성 주 | 반대 주 | 반대 주 |
| 안건                                                                                  | 투표율    | %    | 투표율    | %    | 기권/ | 전체 | 전체 유권자수 | 투표율 | Full    | Half    | Full    | Half    |
| ------------------------------------------------------------------------------------- | --------- | ---- | --------- | ---- | ----- | ---- | ------------- | ------ | ------- | ------- | ------- | ------- |
| 낙태 지원                                                                             | 873,603   | 30.2 | 2,019,033 | 69.8 |       |      |               | 55.5   | 0       | 1       | 20      | 5       |
| 이민자 제한 쿼터                                                                      | 1,463,954 | 50.3 | 1,444,428 | 49.7 |       |      | 55.8          | 12     | 5       | 8       | 1       |         |
| 철도 인프라 확충                                                                      | 1,776,688 | 62.0 | 1,088,210 | 38.0 |       |      | 55.0          | 19     | 6       | 1       | 0       |         |
| 출처: Government of Switzerland, Government of Switzerland, Government of Switzerland |           |      |           |      |       |      |               |        |         |         |         |         |

### 반응
유럽 위원회는 이민자 쿼터 제한에 대해 즉각 유감 성명을 발표했으며 일단 여파와 양자관계에 대해 파악하기 위해 시간을 갖고 기다리겠다고 말했다.
재계 또한 이민자 쿼터 제한에 반발하였으며 이는 스위스가 역사적으로 수많은 해외 인력을 효과적으로 받아들였기에 자국 산업을 일으켰기 때문으로 풀이된다. 스위스 은행협회 또한 유감을 표명하면서 스위스의 입지를 확보해나가기 위해서라도 즉각 유럽연합과 회담을 열어야 한다고 성명을 냈다. 스위스가 강점을 보유한 은행업과 시계 등의 수공업 등은 독일계, 폴란드계 이민자들이 지속적으로 유입됐기 때문이어서 그 여파 또한 만만치 않을 것으로 보인다.
반면 영국의 반유로파 정치 인사로 널리 알려진 영국 독립당수 나이절 패라지는 이번 결정이 브뤼셀(유럽연합)의 간섭에서 벗어나기 위해 현명한 유권자들이 행한 선택이라고 말했다.

### 여파
스위스 정부는 국민투표 결과를 법제화하는 데 3년의 시간을 확보할 수 있다.
이에 대해 EU는 시민들의 자유로운 거주이전 보장 원칙을 깨는 것이라며 스위스와의 관계를 전면 재정립하겠다고 발표한 상태다.
한편, 유럽 내에서는 극우 정당이 세력결집을 확산하는 중에 있어 스위스의 국민투표가 이후 다른 국가에 영향을 끼칠 가능성이 있다. 국민투표 이후 이탈리아와 오스트리아에서도 관련 투표를 요구하는 정당이 생겨나고 있다.